# Bobov Dol
Bobov dol (búlgaro:Бобов дол) é uma cidade da Bulgária, localizada no distrito de Kyustendil. A sua população era de 5,979 habitantes segundo o censo de 2010.

## População
| Bobov dol | Bobov dol | Bobov dol | Bobov dol | Bobov dol | Bobov dol | Bobov dol | Bobov dol | Bobov dol | Bobov dol | Bobov dol | Bobov dol | Bobov dol | Bobov dol | Bobov dol | Bobov dol | Bobov dol | Bobov dol | Bobov dol | Bobov dol |
| --- | --------- | --------- | --------- | --------- | --------- | --------- | --------- | --------- | --------- | --------- | --------- | --------- | --------- | --------- | --------- | --------- | --------- | --------- | --------- |
| Ano | 1887      | 1910      | 1934      | 1946      | 1956      | 1965      | 1975      | 1985      | 1992      | 2001      | 2002      | 2003      | 2004      | 2005      | 2006      | 2007      | 2008      | 2009      | 2010      |
| População |           |           |           | …         | …         | 7,426     | 7,584     | 7,678     | 7,655     | 6,904     | 6,915     | 6,725     | 6,564     | 6,450     | 6,349     | 6,263     | 6,146     | 6,085     | 5,979     |
| Fontes: Instituto Nacional de Estatísticas, „citypopulation.de“, „pop-stat.mashke.org“, Bulgarian Academy of Sciences |           |           |           |           |           |           |           |           |           |           |           |           |           |           |           |           |           |           |           |